# Benji Michel
Benji Michel (Orlando, 23 ottobre 1997) è un calciatore statunitense, attaccante dell'HJK.

## Biografia
Ha origini haitiane.

## Carriera

### Club
Ha esordito in MLS il 31 marzo 2019 disputando con l'Orlando City l'incontro perso 1-2 contro il D.C. United.

### Nazionale
Ha giocato nella nazionale statunitense Under-23.

## Statistiche

### Presenze e reti nei club
Statistiche aggiornate al 19 febbraio 2022.
| Stagione        | Squadra         | Campionato      | Campionato | Campionato | Coppe nazionali | Coppe nazionali | Coppe nazionali | Coppe continentali | Coppe continentali | Coppe continentali | Altre coppe | Altre coppe | Altre coppe | Totale | Totale |
| Stagione        | Squadra         | Comp            | Pres       | Reti       | Comp            | Pres            | Reti            | Comp               | Pres               | Reti               | Comp        | Pres        | Reti        | Pres   | Reti   |
| --------------- | --------------- | --------------- | ---------- | ---------- | --------------- | --------------- | --------------- | ------------------ | ------------------ | ------------------ | ----------- | ----------- | ----------- | ------ | ------ |
| 2019            | Orlando City    | MLS             | 17         | 5          | USOC            | 3               | 1               |                    | -                  | -                  |             | -           | -           | 20     | 6      |
| 2020            | Orlando City    | MLS             | 26         | 6          |                 | -               | -               |                    | -                  | -                  |             | -           | -           | 26     | 6      |
| 2021            | Orlando City    | MLS             | 35         | 4          |                 | -               | -               |                    | -                  | -                  | LC          | 1           | 0           | 36     | 4      |
| 2022            | Orlando City    | MLS             | 0          | 0          | USOC            | 0               | 0               |                    | -                  | -                  |             | -           | -           | 0      | 0      |
| Totale carriera | Totale carriera | Totale carriera | 78         | 15         |                 | 3               | 1               |                    | -                  | -                  |             | 1           | 0           | 82     | 16     |

## Palmarès

### Club

#### Competizioni nazionali
- Lamar Hunt U.S. Open Cup: 1

Orlando City: 2022